# リサ・シューネベルク
リサ・シューネベルク（Lisa Schoeneberg、1957年9月29日 - ）は、アメリカ合衆国ウィスコンシン州ポイネット出身のカーリング選手。

## 経歴
1987年4月のオリンピック予選で当時のアメリカ代表チームを番狂わせで破り、1988年カルガリーオリンピックにスキップとして出場、当時サードのエリカ・ブラウンはカルガリーオリンピックに出場した選手の中で最年少となった。公開競技となったこの大会では4勝4敗で5位となっている。
1992年及び1996年の世界カーリング選手権でスキップを務め、共に銀メダルを獲得している。
1998年の長野オリンピックにもスキップとして出場（セカンドにデビー・ヘンリー、サードにエリカ・ブラウン）、2勝5敗となり、5位タイであった。
全米最優秀女子選手に4回選出されている（1987年、1992年、1995年、1996年）。